# ينديكان-1-ول
ينديكان-1-ول هو كحول دهني ذو إحدى عشر ذرة كربون، صيغته الجزيئية هي C11H24O، وهو سائل عديم اللون، غير قابل للذوبان في الماء، بدءًا من درجة انصهار 19 درجة مئوية ونقطة غليان 243 درجة مئوية.